# Чад
Вижте пояснителната страница за други значения на Чад.
Чад (на арабски: تشاد; на френски: Tchad) е държава в Централна Африка. На север граничи с Либия, на изток със Судан, на юг с Централноафриканската република, а на запад с Камерун, Нигерия и Нигер. Страната е наречена на едноименното езеро, разположено в западната ѝ част. То е най-големият водоизточник за населението. Заради голямата отдалеченост от каквито и да било други големи водни басейни Чад често е наричана „мъртвото сърце на Африка“. В Централен Чад е разположена част от областта Сахел, която разделя цялата страна приблизително на плодороден Юг и неплодороден Север. 
Като независима страна, Чад има за столица град Нджамена, който е и най-големият и най-населеният там. Развитието на Чад в този период е затормозено от чуждестранни нахлувания и граждански войни. Преди това, в течение на около половин век, територията е подвластна на Франция, която образува от няколко местни владения относително голяма, но бедна и в значителна степен занемарена колония.

## География
По площ Чад се нарежда на 21-во място в света. Общата дължина на държавните граници е 5968 километра. От тях:
- Най-дълга е тази със Судан – 1360 км, на изток;
- Централноафриканската република – 1197 км, на юг;
- Нигер – 1175 км, на северозапад;
- Камерун – 1094 км, на югозапад;
- Либия – 1055 км, на север;
- Нигерия – 87 км, на запад.

Теренът е разнообразен – на север преобладава пустинята, макар и в крайните северозападни части да има планински масиви. В централните части има сухи равнини, а южните са заети от сравнително плодородни низини. Климатът е тропичен на юг и пустинен на север.
Разстоянието от столицата Нджамена до най-близкото пристанище е над 1600 километра. Регионът Борку-Енеди-Тибести е най-сухата част от Сахара. Там валежните количества не превишават 50 мм годишно. Местностите по границата с Камерун и ЦАР обаче са доста по-влажни – там валежните количества са от порядъка на 600 – 900 мм на година, като понякога достигат дори 1300 мм. В централните части те са между 300 и 600 мм.
Макар да променя размерите си според сезона, езерото Чад е считано за втория по големина воден басейн на територията на Африка. Площта му днес възлиза на 17 806 кв. км., но в миналото е бивало и многократно по-обширно, а е имало и периоди на пълно пресъхване. Двете най-големи реки са Шари и Логон, които на известно разстояние от него се сливат и после се вливат в езерото Чад, често образувайки големи разливи. Най-високата точка е вулканът Еми Куси – 3445 метра над морското равнище. Това е най-високият връх в пустинята Сахара. Най-ниската точка в Чад е долината Джураб (160 метра над морското равнище).
В страната има значително по мащабите си биоразнообразие, относително успешно съхранявано благодарение на многобройните резервати.

## Административно деление
Устройството на административната система на Чад е повлияно от това на френската. Най-голямата административна единица в Чад са регионите (22 на брой). Всеки регион е управляван от губернатор, пряко избиран от президента. Префектите управляват по-малките административни единици – департаментите (61 на брой в цялата страна). Те се състоят от 200 под-префектури, които на свой ред са съставени от общо 446 кантона.
Това е нова система, въведена през 2008 с цел децентрализация на страната. Тя заменя предишното административно деление, при което вместо региони е имало префектури. Взето е решение за замяна на кантоните със „селски общини“ (communautés rurales), чиято цел е увеличаването на ролята на селското население в собственото му икономическо развитие.
Регионите са следните:
1. Бахр ел-Газел
2. Бата
3. Борку
4. Шари-Багирми
5. Гера
6. Енеди
7. Хаджер-Ламис
8. Канем
9. Лак
10. Западен Логон
11. Източен Логон
12. Мандул
13. Източен Майо-Кеби
14. Западен Майо-Кеби
15. Сила
16. Тибести
17. Моаян-Шари
18. Уадаи
19. Саламат
20. Танджиле
21. Уади Фира
22. Нджамена

## История
Страната е изключително богата на археологически обекти, датиращи от дълбока древност, което се дължи на относително ранното й заселване от разпознаваеми човешки култури - в Северен Чад, където земята по това време е много по-плодородна, отколкото в по-късни времена, то започва между VIII и VII хилядолетие пр.н.е. Някои известни находки в страната са поне от III хилядолетие пр.н.е.
Един от първите народи, основали държава по тези земи, вероятно са били малко проучените сао, вероятно впоследствие победени и асимилирани от Канемската империя, една от най-дълго просъществувалите африкански държави, разпространител на исляма в тези части на Сахара. Страната е включена и в обсега на Транссахарската търговия. С отслабването на империята, районът става оспорван между редица местни общности и феодални държави, което проправя пътя за покоряването му от европейските колонизатори.
През 1900 година Франция създава протектората Чад, който се превръща в пълноправна колония през 1920 година, част от Френска Екваториална Африка. Управлението на територията е съсредоточено върху използването й като източник на основната й ценна суровина - памукът от юга на Чад - както и на евтина работна ръка и на военни набори. Извън това, контролът на страната е слаб и не е повсеместен, а властта по места - редовно отстъпвана на местни вождове и султани, нерядко поставяни на власт от самите французи, без явно намерение населението, което е изключително разнообразното от етническа гледна точка, да бъде обединено и сплотено. Малко се прави и за постигане на модернизация и създаване на ефективна инфраструктура. Бойци от колонията участват на френска страна в световните войни през I-та половина на 20. век, включително и като част от Свободна Франция.
Чад получава своята независимост на 11 август 1960 г. От 1965 до 1990 г. и в първото десетилетие на 21. век страната страда от поредица от граждански войни, отблъсквайки междувременно либийска инвазия. Но и по-късно северните и източните части на страната, по-специално граничните области със Судан, са особено размирни, поради наличието на стотици бунтовнически групировки, част от които често правят неуспешни опити за преврат (известен е такъв случай от 2008 г.)  ООН предупреждава, че насилието, което пораждат, може да ескалира в хуманитарна криза и дори - геноцид.  Предвид това, повечето западни страни предупреждават гражданите си да избягват пътувания в Чад.
Първият президент на Чад е Франсоа Томбалбайе, излъчен от Прогресивната партия. Той забранява всички опозиционни партии и става авторитарен водач на страната. През 1965 г. избухва гражданска война. 10 години по-късно Томбалбайе е свален от власт и убит, но напрежението и сраженията в Чад продължават. През 1979 година бунтовнически групировки завземат столицата Нджамена, предизвиквайки пълна децентрализация и срив на правителствената система. С това намалява и френското влияние. Либия изпраща свои войски по време на политическия вакуум, но претърпява грандиозно поражение и до 1987 е отблъсната напълно в т.нар. Чадско-либийски конфликт.
Новият президент – Хисен Хабре, е подкрепян от Франция. Той установява диктатура, характеризираща се с масовото избиване на различни племенни малцинства, при което загиват между 30 000 и 40 000 души, поради което Хабре си спечелва прякора „Африканският Пиночет“. Свален е от власт през 1990 с военен преврат, предвождан от генерал Идрис Деби. При управлението на последния, в Чад започва да се добива промишлено петрол, приходите от който укрепват икономиката и дават надежди за по-мирно бъдеще. Създава се многопартийна система, макар че и така президентът остава почти пълновластен разпоредител с живота на поданиците на страната. През юни 2005 година успешно е проведен референдум за промяна на конституцията, която премахва ограничението от 2 мандата на поста и му позволява да се кандидатира за трети, което той и прави печелейки отново изборите. Известно време след смъртта на Идрис Деби, президент на Чад става синът му Махамат Деби Итно, който е президент на страната и сега (2024 г.)

## Държавно устройство

### Политика
Президентът е държавен глава и има значителни правомощия. Избира се пряко от народа и има 5-годишен мандат. Той е и върховен главнокомандващ на армията и в случай на голяма заплаха може да обяви бедствено положение в цялата страна. Президент към 2024 г. e Махамат Деби Итно.
Законодателната власт е в ръцете на Народното събрание. То има 155 членове, всеки с 4-годишен мандат. При прокарване на нов закон президентът трябва да го одобри или отхвърли в рамките на 15 дни.
В Чад съществуват около 80 политически партии. Президентът избира министър-председателя (или заема и неговия пост) и правителството и има голямо влияние върху избора на съдии, прокурори, генерали и т.н. Правосъдната система се базира на френската. Най-висшите ѝ институции са Върховният съд и Конституционният съвет. Множество проучвания сочат Чад за най-корумпираната страна в света.

### Въоръжени сили
Въоръжените сили на Чад са сравнително многобройни, като общата численост на личния състав е между 20 000 и 35 000 души. По-големият род войски са сухопътните, а военновъздушните сили заемат относително малък дял в отбраната на страната. Към военните понякога се причисляват и номадски въоръжени формирования и милиции. Голяма част от въоръжението се състои от стари съветски и френски машини. Бронираната техника включва 40 танка Т-55, 115 БРДМ-2, около 30 БТР-60 и десетина ЕЕ-9 Каскавел. Военновъздушните сили разполагат с един тежкотоварен транспортен самолет C-130 Херкулес, два бойни вертолета Ми-24, 6 Су-25 и два леки щурмовика Aermacchi SF-260W като офанзивно средство.
Най-голямата война, в която Чад е участвал, е Либийско-чадската. Тогава Либия претърпява поражение заради лошата си тактическа организация.
Франция има свой контингент от около 250 войници на територията на страната, както и малък брой военни инструктори.

## Общи показатели
Според индекса на човешкото развитие на ООН, Чад е петата най-бедна държава в света. Около 80% от населението живее под линията на бедността. Високата корупция пречи за развитието на стабилна пазарна икономика. 
Номиналният БВП се изчислява на около 7 592 000 000 щ.д. за 2010 г. Годишният растеж на БВП е 2% към края на 2010.  
Валутните и златни резерви на страната възлизат на 868 млн. щ.д., на 115-о място в света. Външният дълг е относително малък в сравнение с общия БВП и се оценява на около 1,749 млрд. щ.д. за 2008. Чад е страната с най-високата дефлация в света (-8,8%).
Износът на стоки за 2010 се оценява на 3,036 млрд. щ.д., а вносът – на 2,631 млрд. Основни търговски партньори на Чад са САЩ, Китай, Франция, Германия и Камерун.  

### Сектори
Работната ръка, която е около 4,29 млн. души, е заета почти изцяло в земеделския сектор. Основни негови продукти са памук, сорго, фъстъци, тютюн, ориз, говеда, овце, кози и камили. Недостигът на вода е един от най-големите проблеми на Чад. Достъп до питейна вода имат само 48% от населението, а до канализация – едва 2%. Хората разчитат на дървесината и животинската тор за готвене и отопление.
Индустриалната дейност включва нефт, готови памучни тъкани, бира, сапун, цигари, строителни материали и пакетиране на месо.
Нефтодобивната промишленост, развивана от 2005 г. нататък, носи най-много приходи в държавната хазна и дава надежди за по-стабилно икономическо бъдеще. Тя е обект и на чуждестранни инвестиции, сред които и такава оценявана на 3,7 млрд. щ.д. – разработването на петролни полета край Доба от 2 големи американски корпорации. Интерес в същия сектор проявяват и китайски компании. През 2006 година Чад подписва меморандум на Световната банка, според който 70% от петролните приходи трябва да бъдат похарчени за инфраструктурни проекти и развитие на страната.
Енергийният сектор е сред най-недоразвитите. В Чад има само 1 енергийна компания – STEE, която е полу-държавна. Тя осигурява електричество за 15% от жителите на столицата и само за 1,5% от общото население. От природна гледна точка има предпоставки и за производство на слънчева и ядрена енергия, съответно заради географското разположение на страната (в зона със значително слънчево греене и обширни пустинни райони) и заради залежите на уранова руда в северната й част.

### Комуникации и транспорт
Телекомуникационната система на Чад е ограничена. Стационарните телефонни линии са 13 000 и почти всички постове се намират в столицата Нджамена. Мобилните телефони се изчисляват на 2 686 000 за 2009 г. Има един телевизионен център в столицата и 10 частни радиостанции в цялата страна. Печатните медии са ограничени, най-вече заради ниската грамотност на населението.
Транспортната инфраструктура е неадекватно малка за нуждите на страната. Железопътна система липсва. През 2004 година са съществували малко повече от 550 км асфалтирани пътища. Честите пясъчни бури правят голяма част от пътната мрежа неизползваема за няколко месеца през годината. Не навсякъде в цялата страна съществува снабдяване с гориво за моторни превозни средства. 
Чад разчита предимно на речната си флотилия, за да изнася стоките си през Камерун. Съществуват 56 летища, от които само 8 са с асфалтирани писти. Има директни полети до Париж и някои по-големи африкански столици.

## Население
Общо населението на Чад възлиза на близо 11 млн. души за 2010 г., с годишен прираст от 2,009%. Гъстотата на населението варира силно, което се предпоставя от природните условия – в северната, пустинна и полу-пустинна част на Чад е 0,1 души на км², в столицата – над 55 души/км², а повече от 1/2 от жителите на страната населяват южните ѝ, най-подходящи за земеделие, райони. Сред по-големите градове са Сарх, Мунду, Абеше и Доба, които се разрастват много бързо и започват да заемат все по-голям дял в развитието на икономиката. Същевременно едва 28% от населението живеят в градове, останалите 72% живеят в селските райони, но ръстът на урбанизацията е 4,8% на година.
На север преобладава арабско-мюсюлманското население, а на юг - чернокожото християнско или анимистично население. Най-големите етнически групи са Сара, араби и Майо-Кеби. Характерно за населението на север е полуномадският му начин на живот и свързаното с него животновъдство, докато на юг преобладава поливното земеделие. Жителите на Нджамена се занимават предимно с търговия. 
Християнството се появява в Чад по време на френската окупация. Католическата Църква (най-голямата християнска институция) е разделена на 8 административни единици: 1 архиепархия (Нджамена), 6 епархии (Доба, Горе, Лаи, Мунду, Пала и Сарх) и 1 апостолически викарият (Монго). Според конституцията населението има пълна религиозна свобода. Враждите на религиозна основа са много по-редки, отколкото в останалите африкански държави. Религиозният състав е следният:
- мюсюлмани: 53,1%
- католици: 20,1%
- протестанти: 14,2%
- анимисти: 7,3%
- други: 0,5%
- с неизяснено вероизповедание: 1,7%
- атеисти: 3,1%

Средната възраст на жителите на Чад е 16,8 години, като при мъжете тя е 15,6, а при жените – 17,9 години. Средната продължителност на живота е 48,33 години. Детската смъртност е много висока – средно 95,31 смъртни случая на 1000 раждания, но между 2005 и 2010 тя е намаляла с около 6 пункта. Населението има следният възрастов състав:
- 0 – 14 години: 46% (мъже 2 510 656/жени 2 441 780)
- 15 – 64 години: 51% (мъже 2 531 896/жени 2 960 406)
- над 65 години: 2,9% (мъже 131 805/жени 182 402)

Населението на страната се състои от почти 200 различни етноса, които често говорят собствени езици и диалекти. Официалните и най-разпространени езици в Чад са арабски и френски. Чадската разновидност на арабския се е превърнала в лингва франка за почти всички северни етноси. Заради изключителното разнообразие от етноси страната има богато културно наследство. Правителството полага големи усилия за запазването и популяризирането му зад граница.

## Култура

### Празници
През годината се празнуват 6 национални празника, и множество ислямски и християнски празници. Най-популярни са:
- Нова година (1 януари)
- Ден на труда (1 май)
- Африкански ден на освобождението (25 май)
- Ден на независимостта (11 август)
- Вси светии (1 ноември)
- Ден на републиката (28 ноември)
- Ден на свободата и демокрацията (1 декември)
- Коледа (25 декември)

### Музика
Нелицензираното записване и разпространение (т.нар. пиратство) остава проблем пред развитието на музикалната индустрия, но освен това населението трудно възприема по-съвременните музикални стилове, а харесва и поддържа местните и традиционните за страната. Те са базирани на богато разнообразие от музикални инструменти, от които някои са традиционни за по-големите етнически групи. От струнните инструменти най-разпространени са кинде (вид арфа) и хуху (струнен инструмент, подобен на китара, който използва кратуни като резонаторни кутии). Популярни са и барабаните коджо, както и разнообразни флейти, арфи и ударни инструменти.

### Храна и напитки
Просото е основната земеделска култура, която се отглежда в страната. От него се правят десетки видове ястия и напитки. Едно от тях е алиш – тестени топчета от просо, потопени в различни сосове, подобно на супа. На юг това ястие е по-известно като бия. Езерото Чад е основен източник на риба. Пушената риба се нарича банда, а изсушената на слънце – саланга. 
Традиционните (ползвани предимно в южните райони) напитки включват сладко питие (каркадже), чиято захар се добива от листа на хибискус и бира, която се прави от просо. Бирата от червено просо е известна като били-били, а тази от бяло просо се нарича кошат.

### Здравеопазване
От медицинска гледна точка в Чад съществува риск от заболявания като жълта треска, дифтерит и тетанус. Болниците в страната са малко и в лошо състояние.

### Кино
Киноиндустрията е слаборазвита, главно заради липсата на средства и годините на политическа нестабилност и войни. В страната има само 1 кино. Успешни местни режисьори са Иса Серж Коело и Махамат Салех Харун, чийто филм „Дарат“ печели специалната награда на журито на 63-тия кинофестивала във Венеция.

### Спорт
Най-популярният спорт в Чад е футболът, а националният футболен отбор на страната постепенно се усъвършенства. Други харесвани спортове са борбата, баскетболът, боксът и лекоатлетическите дисциплини. Много местни спортисти са участвали, макар и с ограничен успех, в много летни олимпиади.

## Цитирани източници
- ((en)) Alphonse, Dokalyo (2003); "на френски: Cinéma: un avenir plein d’espoir", на френски: Tchad et Culture 214.
- ((en)) "Background Note: Chad". Септември 2006. United States Department of State.
- ((en)) Bambé, Naygotimti (април 2007); Issa Serge Coelo, cinéaste tchadien: On a encore du travail à faire Архив на оригинала от 2007-09-15 в Wayback Machine., на френски: Tchad et Culture 256.
- ((en)) Botha, D.J.J. (декември 1992); „S.H. Frankel: Reminiscences of an Economist“, The South African Journal of Economics 60 (4): 246 – 255.
- ((en)) Boyd-Buggs, Debra & Joyce Hope Scott (1999); Camel Tracks: Critical Perspectives on Sahelian Literatures. Lawrenceville: Africa World Press. ISBN 0-86543-757-2
- ((en)) "Chad". Country Reports on Human Rights Practices 2006, 9 януари, 2008. Bureau of Democracy, Human Rights, and Labor, Държавен департамент на САЩ.
- ((en)) "Chad". Country Reports on Human Rights Practices 2004, 28 февруари, 2005. Bureau of Democracy, Human Rights, and Labor, Държавен департамент на САЩ.
- ((en)) "Chad". International Religious Freedom Report 2006. 15 септември, 2006. Bureau of Democracy, Human Rights, and Labor, Държавен департамент на САЩ.
- ((en)) "Chad". Amnesty International Report 2006. Амнести интернешънъл.
- ((en)) "Chad" (PDF). African Economic Outlook 2007. Organisation for Economic Co-operation and Development. Януари 2008. ISBN 978-92-64-02510-3
- ((en)) "Chad Архив на оригинала от 2020-04-24 в Wayback Machine.". The World Factbook. Американско Централно разузнавателно управление. декември 2007.
- ((en)) "Chad" (PDF). Women of the World: Laws and Policies Affecting Their Reproductive Lives – Francophone Africa. Center for Reproductive Rights. 2000
- ((en)) "Chad (2006)". Freedom of the Press: 2007 Edition. Freedom House, Inc.
- "Chad – 2006 Архив на оригинала от 2007-09-29 в Wayback Machine.". World Press Freedom Review – 2006. International Press Institute.
- ((en)) "Chad". Human Rights Instruments. Комисия по човешките права към ООН. 12 декември, 1997.
- ((en)) „Chad“. Енциклопедия Британика. (2000). Чикаго: Encyclopædia Britannica, Inc.
- ((en)) „Chad, Lake“. Encyclopædia Britannica. (2000).
- ((en)) "Chad – Community Based Integrated Ecosystem Management Project" (PDF). 24 септември, 2002. Световна банка.
- ((en)) "Chad: A Cultural Profile" (PDF). Cultural Profiles Project. Citizenship and Immigration Canada. ISBN 0-7727-9102-3
- ((en)) "Chad Urban Development Project" (PDF). 21 октомври, 2004. Световна банка.
- ((en)) "Chad: Humanitarian Profile – 2006/2007" (PDF). 8 януари, 2007. Office for the Coordination of Humanitarian Affairs.
- ((en)) "Chad Livelihood Profiles" (PDF). март 2005. United States Agency for International Development.
- ((en)) "Chad Poverty Assessment: Constraints to Rural Development" (PDF). World Bank. 21 октомври, 1997.
- "Chad (2006)". Country Report: 2006 Edition. Freedom House, Inc.
- "Chad and Cameroon". Country Analysis Briefs. Януари 2007. Energy Information Administration.
- "Chad leader's victory confirmed", BBC News, 14 май, 2006.
- "Chad may face genocide, UN warns", BBC News, 16 февруари, 2007.
- ((fr)) Chapelle, Jean (1981); на френски: Le Peuple Tchadien: ses racines et sa vie quotidienne. Париж: L'Harmattan. ISBN 2-85802-169-4
- Chowdhury, Anwarul Karim & Sandagdorj Erdenbileg (2006); Geography Against Development: A Case for Landlocked Developing Countries Архив на оригинала от 2009-02-05 в Wayback Machine.. Ню Йорк: ООН. ISBN 92-1-104540-1
- Collelo, Thomas (1990); Chad: A Country Study, 2d ed. Вашингтон: United States Government Printing Office. ISBN 0-16-024770-5
- ((fr)) Dadnaji, Dimrangar (1999); La decentralisation au Tchad Архив на оригинала от 2008-03-08 в Wayback Machine.
- Decalo, Samuel (1987); Historical Dictionary of Chad, 2 ed. Metuchen: The Scarecrow Press. ISBN 0-8108-1937-6
- East, Roger & Richard J. Thomas (2003); Profiles of People in Power: The World's Government Leaders. Routledge. ISBN 1-85743-126-X
- Dinar, Ariel (1995); Restoring and Protecting the World's Lakes and Reservoirs. World Bank Publications. ISBN 0-8213-3321-6
- ((fr)) Gondjé, Laoro (2003); La musique recherche son identité Архив на оригинала от 2003-05-18 в Wayback Machine., на френски: Tchad et Culture 214.
- „Chad: the Habré Legacy“. Амнести интернешънъл. 16 октомври, 2001.
- Lange, Dierk (1988). "The Chad region as a crossroad" (PDF), in UNESCO General History of Africa – Africa from the Seventh to the Eleventh Century, vol. 3: 436 – 460. University of California Press. ISBN 978-0-520-03914-8
- ((fr)) Lettre d'information (PDF). на френски: Délégation de la Commission Européenne au Tchad. N. 3. септември 2004.
- Macedo, Stephen (2006); Universal Jurisdiction: National Courts and the Prosecution of Serious Crimes Under International Law. University of Pennsylvania Press. ISBN 0-8122-1950-3
- ((fr)) Malo, Nestor H. (2003); Littérature tchadienne: Jeune mais riche Архив на оригинала от 2003-05-18 в Wayback Machine., на френски: Tchad et Culture 214.
- Manley, Andrew; "Chad's vulnerable president", BBC News, 15 март, 2006.
- "Mirren crowned 'queen' at Venice", BBC News, 9 септември, 2006.
- ((fr)) Ndang, Tabo Symphorien (2005); A qui Profitent les Dépenses Sociales au Tchad? Une Analyse d'Incidence à Partir des Données d'Enquête (PDF). 4th PEP Research Network General Meeting. Poverty and Economic Policy.
- Nolutshungu, Sam C. (1995); Limits of Anarchy: Intervention and State Formation in Chad. Шарлътсвил: University of Virginia Press. ISBN 0-8139-1628-3
- Pollack, Kenneth M. (2002); Arabs at War: Military Effectiveness, 1948 – 1991. Линкълн: University of Nebraska Press. ISBN 0-8032-3733-2
- "Rank Order – Area Архив на оригинала от 2014-02-09 в Wayback Machine.". The World Factbook. Централна разузнавателна агенция на САЩ. 10 януари, 2007.
- "Republic of Chad – Public Administration Country Profile Архив на оригинала от 2007-06-14 в Wayback Machine." (PDF). United Nations, Department of Economic and Social Affairs. Ноември 2004.
- ((fr)) République du Tchad – Circonscriptions administratives Архив на оригинала от 2007-07-03 в Wayback Machine.. Правителство на Чад.
- Spera, Vincent (8 февруари, 2004); "Chad Country Commercial Guide -- FY 2005 Архив на оригинала от 2007-10-15 в Wayback Machine.". Търговски департамент на САЩ.
- "Symposium on the evaluation of fishery resources in the development and management of inland fisheries". CIFA Technical Paper No. 2. FAO. 29 ноември – 1 декември 1972.
- ((fr)) Tchad. на френски: L'évaluation de l'éducation pour tous à l'an 2000: Rapport des pays. UNESCO, Education for All.
- ((fr)) Tchad: vers le retour de la guerre? (PDF). International Crisis Group. 1 юни, 2006.
- ((fr)) Tetchiada, Sylvestre; Le pétrole au coeur des nouveaux soubresauts au Tchad Архив на оригинала от 2006-03-07 в Wayback Machine., IPS, 16 декември, 2006.
- Wolfe, Adam; "Instability on the March in Sudan, Chad and Central African Republic", PINR, 6 декември, 2006.
- World Bank (14 юли, 2006). World Bank, Govt. of Chad Sign Memorandum of Understanding on Poverty Reduction Архив на оригинала от 2007-10-12 в Wayback Machine.. Press release.
- World Population Prospects: The 2006 Revision Population Database Архив на оригинала от 2011-04-29 в Wayback Machine.. 2006. United Nations Population Division.
- The World's 10 Poorest Countries Архив на оригинала от 2007-09-28 в Wayback Machine.. Media for Global Development.
- "Worst corruption offenders named", BBC News, 18 септември, 2005.
- Young, Neil (August 2002); An interview with Mahamet-Saleh Haroun, writer and director of Abouna („Our Father“).